# Dolichopeza centrosoma
Dolichopeza centrosoma är en tvåvingeart som beskrevs av Alexander 1956. Dolichopeza centrosoma ingår i släktet Dolichopeza och familjen storharkrankar. Inga underarter finns listade i Catalogue of Life.